# Điều hòa nhiệt ở côn trùng
Điều hòa nhiệt ở côn trùng là quá trình côn trùng duy trì nhiệt độ cơ thể trong một số giới hạn nhất định. Theo truyền thống, côn trùng được coi là động vật biến nhiệt (động vật có nhiệt độ cơ thể thay đổi và phụ thuộc vào nhiệt độ môi trường), trái ngược với động vật ổn nhiệt (động vật duy trì nhiệt độ bên trong cơ thể ổn định bất kể ảnh hưởng bên ngoài). Tuy nhiên, thuật ngữ điều chỉnh nhiệt độ, hay điều hòa thân nhiệt, hiện được sử dụng để mô tả khả năng của côn trùng và các động vật khác để duy trì nhiệt độ ổn định (trên hoặc dưới nhiệt độ môi trường), ít nhất là trong một phần cơ thể của chúng bằng phương tiện sinh lý hoặc hành vi. Trong khi nhiều loài côn trùng là động vật máu lạnh (động vật, trong đó nguồn nhiệt của chúng chủ yếu là từ môi trường), còn lại là động vật máu nóng (động vật mà có thể tạo ra nhiệt trong nội bộ bởi các quá trình sinh hóa). Những côn trùng nội nhiệt này được mô tả tốt hơn là các dị nhiệt khu vực vì chúng không phải là nhiệt nội đồng đều. Khi nhiệt được tạo ra, nhiệt độ khác nhau được duy trì ở các bộ phận khác nhau của cơ thể, ví dụ, bướm đêm tạo ra nhiệt trong ngực trước khi bay nhưng bụng vẫn tương đối mát.

## Điều hòa nhiệt trong khi bay
Động vật bay là một hình thức vận động rất tốn kém, đòi hỏi tốc độ trao đổi chất cao. Để động vật có thể bay, cơ bắp bay của nó cần có khả năng sản sinh năng lượng cơ học cao, do đó, do không hiệu quả sinh hóa, cuối cùng tạo ra một lượng nhiệt lớn. Do đó, một loài côn trùng bay tạo ra nhiệt, miễn là nó không vượt quá giới hạn gây chết trên, sẽ được dung nạp. Tuy nhiên, nếu côn trùng bay cũng tiếp xúc với các nguồn nhiệt bên ngoài (ví dụ, bức xạ từ mặt trời) hoặc nhiệt độ môi trường quá cao, nó phải có khả năng điều hòa nhiệt độ và ở trong vùng thoải mái nhiệt độ của nó. Cơ chế đầu tiên khiến côn trùng mất nhiệt trong suốt chuyến bay là đối lưu vì tốc độ cao hơn nhất thiết phải tăng việc làm mát đối lưu. Tuy nhiên, vận tốc bay cao hơn đã được chứng minh dẫn đến sự gia tăng, thay vì giảm nhiệt độ lồng ngực. Điều này có thể được gây ra bởi các cơ bay hoạt động ở mức cao hơn và do đó, làm tăng sinh nhiệt ngực. Bằng chứng đầu tiên cho sự điều chỉnh nhiệt của côn trùng trong chuyến bay đến từ các thí nghiệm trên bướm đêm chứng minh rằng sự tản nhiệt xảy ra thông qua sự di chuyển của máu từ ngực đến bụng. Trái tim của những con sâu bướm này tạo ra một vòng qua trung tâm ngực tạo điều kiện trao đổi nhiệt và chuyển đổi bụng thành cả tản nhiệt và tản nhiệt giúp côn trùng bay duy trì nhiệt độ ngực ổn định trong các điều kiện nhiệt độ môi trường khác nhau. Do đó, người ta tin rằng sự điều chỉnh nhiệt chỉ đạt được bằng cách thay đổi sự mất nhiệt cho đến khi bằng chứng về sự sản sinh nhiệt khác nhau được quan sát thấy ở ong mật. Sau đó, người ta cho rằng sự ổn định nhiệt ở ong mật, và có lẽ nhiều loài côn trùng dị dưỡng khác, chủ yếu đạt được bằng cách sản xuất nhiệt khác nhau. Cho dù côn trùng bay có thể hay không điều chỉnh nhiệt độ lồng ngực của chúng bằng cách điều chỉnh sản xuất nhiệt hoặc chỉ bằng cách thay đổi cách mất nhiệt, vẫn còn là một vấn đề tranh luận.